# Виктория (Арканзас)
Виктория (англ. Victoria) — город, расположенный в округе Миссисипи (штат Арканзас, США) с населением в 59 человек по статистическим данным переписи 2000 года.

## География
По данным Бюро переписи населения США Виктория имеет общую площадь в 0,78 квадратных километров, водных ресурсов в черте населённого пункта не имеется.
Город Виктория расположен на высоте 70 метров над уровнем моря.

## Демография
По данным переписи населения 2000 года в Виктории проживало 59 человек, 14 семей, насчитывалось 21 домашнее хозяйство и 30 жилых домов. Средняя плотность населения составляла около 73,8 человек на один квадратный километр. Расовый состав Виктории по данным переписи распределился следующим образом: 98,31 % белых, 1,69 % — других народностей. Испаноговорящие составили 1,69 % от всех жителей города.
Из 21 домашних хозяйств в 28,6 % — воспитывали детей в возрасте до 18 лет, 57,1 % представляли собой совместно проживающие супружеские пары, в семей женщины проживали без мужей, 33,3 % не имели семей. 23,8 % от общего числа семей на момент переписи жили самостоятельно, при этом 4,8 % составили одинокие пожилые люди в возрасте 65 лет и старше. Средний размер домашнего хозяйства составил 2,81 человек, а средний размер семьи — 3,50 человек.
Население города по возрастному диапазону по данным переписи 2000 года распределилось следующим образом: 33,9 % — жители младше 18 лет, 10,2 % — между 18 и 24 годами, 22,0 % — от 25 до 44 лет, 28,8 % — от 45 до 64 лет и 5,1 % — в возрасте 65 лет и старше. Средний возраст жителей составил 30 лет. На каждые 100 женщин в Виктории приходилось 126,9 мужчин, при этом на каждые сто женщин 18 лет и старше приходилось 129,4 мужчин также старше 18 лет.
Средний доход на одно домашнее хозяйство в городе составил 28 750 долларов США, а средний доход на одну семью — 28 750 долларов. При этом мужчины имели средний доход в 19 500 долларов США в год против 11 667 долларов среднегодового дохода у женщин. Доход на душу населения в городе составил 8721 доллар в год. Все семьи Виктория имели доход, превышающий уровень бедности, 5,3 % от всей численности населения находилось на момент переписи населения за чертой бедности.